# Ёлки 2
«Ёлки 2» — российская новогодняя кинокомедия-мелодрама 2011 года. Режиссёры кинокомедии: Дмитрий Киселёв, Александр Баранов, Александр Котт, Леван Габриадзе. Продюсеры же фильма: Тимур Бекмамбетов, Ива Стромилова, Ольга Харина (креативный продюсер), Александра Ремизова (исполнительный продюсер), Юрий Мирошниченко (исполнительный продюсер), Ксения Киселёва (продюсер постпродакшн), Ирина Консенциуш (продюсер постпродакшн). Это продолжение новогодней кинокартины «Ёлки» (2010) режиссёра Тимура Бекмамбетова, второй фильм во франшизе, который как и первый, создала российская компания Bazelevs. Главные роли исполняют Иван Ургант, Сергей Светлаков, Алексей Петренко и Тимур Орцуев, а также Пётр Фёдоров, Сергей Безруков, Владимир Меньшов, Виктор Вержбицкий, Вера Брежнева, Никита Пресняков — Павел Бондарев и Александр Головин. По сюжету, фильм рассказывает истории нескольких людей, которые борются за свою любовь и семью, пытаются изменить собственную жизнь и надеются на чудо.
Сценарий состоял из невыдуманных историй, которые кинозрители со всей России безвозмездно отправили на студию Тимура Бекмамбетова. Изначально фильм планировали снимать в 3D-формате, но в итоге решили создавать картину в более привычном для зрителя формате 2D. Съёмки продлились 9 месяцев и проходили в том числе в тёплое время года, поэтому во многих кадрах можно заметить, что у героев не идёт пар изо рта, хотя действие происходит зимой. Для перемещения героев по разным городам России использовали компьютерную графику: героев снимали в студии на зелёном фоне, а потом, уже на стадии монтажа, «перемещали» их в любой город исходя из сюжетных необходимостей фильма. Многие актёры исполняли свои каскадерские трюки самостоятельно, без участия дублёров.
Российская премьера состоялась 15 декабря 2011 года, а дата выхода на DVD — 24 января 2012 года. «Ёлки 2» собрали в основном положительные отзывы критиков и зрителей и на данный момент фильм, судя по отзывам на большинстве ресурсов, является лучшим в киносерии. Отмечается, что вторая часть франшизы исправляет ошибки первой и кажется более целостной. Зрители отмечают, что истории в фильме получились более жизненными и правдоподобными, чем в первой части. Однако, зритель считает, что роли Гоши Куценко и Сергея Безрукова в фильме неуместны, так как персонажи слишком мелкие для этих актёров. При бюджете в 170 миллионов рублей картина стала успешной в прокате, собрав более 780 миллионов в мировом прокате.
Продолжение под названием «Ёлки 3» было выпущено через два года, в конце 2013 года.

## Сюжет
В канун Нового года Юлии Снегирёвой (Ирина Алфёрова) приносят письмо, в котором её возлюбленный Григорий Земляникин извиняется перед ней за некую глупую ситуацию, указав, что каждый год будет ждать её под курантами на Красной площади (на самом деле письмо пролежало на почте ещё со времён СССР, с конца 1971 года, и только сорок лет спустя, в конце 2011 года его обнаружили рабочие, проводившие ремонт почтового отделения, и принесли по указанному адресу). В течение сорока лет Григорий Павлович Земляникин (Алексей Петренко), как и обещал, 31 декабря, накануне наступления нового года приходит на Красную площадь и ждёт возлюбленную, которая, как следует из сюжета, не получила письма и прежде не знала о его содержании, но в этот раз она намерена прийти на площадь. Правда, Земляникин, лётчик гражданской авиации, в этот раз находится в рейсе, и ему нужно во что бы то ни стало вернуться в Москву, чтобы успеть к полуночи прийти на встречу к возлюбленной.
Тем временем внучке Юлии, девушке Алене, приходится столкнуться с семейным конфликтом, вызванным разногласиями её отца-полицейского Владимира Снегирева относительно выбора жениха дочери-кавказца. Отчаявшись аргументированно объяснить своё недовольство, отец принимает радикальное решение, изолировав дочь в камере предварительного заключения. Самому Григорию грозит задержка возвращения домой из-за технических проблем самолёта, вынуждая совершить экстренную посадку на давно заброшенном аэродроме, откуда никто не отвечает на запросы пилота. По невероятному стечению обстоятельств среди пустых зданий оказывается пожилой смотритель, способствующий успешной посадке судна.
Действие первой истории переносит зрителя в терпящий бедствие самолёт. Командир воздушного судна Земляникин и второй пилот направляют самолёт на заброшенный аэродром, не имея данных, работает ли аэродром сейчас и следит ли кто-нибудь за взлётной полосой. Именно в этом месте много лет продолжает исправно исполнять свои обязанности рядовой сотрудник авиапредприятия дядя Валера (Владимир Меньшов). Земляникин уверен, что его давний знакомый содержит аэродром в надлежащем состоянии. «Самолёт» — одна из историй, которая основана на реальных событиях, произошедших с российским авиалайнером в 2010 году в Республике Коми. Прообразом рядового сотрудника авиации послужил Сергей Сотников.
В новелле режиссёра Александра Баранова «Папа» пятилетняя Настя никогда не видела своего папу (Пётр Фёдоров), кроме как на фотографии, но уверена, что только этот человек может сделать их с мамой жизнь лучше. Так же думает и подруга мамы, которая от имени Насти составляет письмо Деду Морозу. Помогает ситуация-случайность: подруга женщины берёт инициативу в свои руки, передавая письмо ребёнка нужному адресату. Таким образом, накануне Нового года мужчина возвращается домой, где его радостно ожидают близкие.
Новеллу «Ванна» поставил режиссёр Дмитрий Киселёв. В ней принимают участие герои Домогарова-младшего и Головина из первого фильма — непримиримо соперничающие любитель горных лыж Гриша и предпочитающий сноуборд Димка. Друзья продолжают тестировать нестандартные средства передвижения, выбрав на этот раз ванну. Погрузившись в нее, они за ночь объедут пол города и чудесным образом помогут Юлии Снегиревой. Брат Григория Земляникина Игорь, на несколько часов забывает о своих депутатских заботах и погружается в суету волшебного праздника.
Незадолго до Нового года Боря теряет память, и единственной зацепкой, которая может помочь, является надпись «З. Г.», которую он обнаруживает на руке.
Таксист Пашка служит в Президентском полку. 31 декабря он ждёт Веру Брежневу на Красной площади под курантами, но все его письма не доходят до неё, и он решает пойти к ней.
В конце герои примиряются друг с другом, поздравляя друг друга поцелуями и объятиями под звуки курантов, празднуя наступление нового счастливого года.

## В ролях
| Актёр                   | Роль |
| ----------------------- | --- |
| Иван Ургант             | Борис Аркадьевич Воробьёв лучший друг Евгения, племянник Земляникина.                                             |
| Сергей Светлаков        | Евгений лучший друг Бориса                                                                                        |
| Елена Плаксина          | Оля Кравчук невеста Бориса                                                                                        |
| Алексей Петренко        | Григорий Павлович Земляникин пилот, возлюбленный Юлии Снегирёвой                                                  |
| Ирина Алфёрова          | Юлия Снегирёва возлюбленная Земляникина и Воробьёва                                                               |
| Виктор Вержбицкий       | Игорь Борисович Воробьёв двоюродный брат Земляникина, депутат                                                     |
| Владимир Меньшов        | Валерий Михайлович Гаврилов рядовой сотрудник авиации                                                             |
| Галина Коньшина         | мама Оли |
| Никита Пресняков        | Паша Бондарев рядовой Президентского полка                                                                        |
| Пётр Фёдоров            | Николай Кравчук папа Насти и брат Оли                                                                             |
| Анна Чиповская          | Елена Кравчук мама Насти                                                                                          |
| Валерия Стреляева       | Анастасия Кравчук дочь Николая и Лены                                                                             |
| Александр Головин       | Димон Фоменко сноубордист, дядя Насти                                                                             |
| Александр Домогаров-мл. | Гриша Земляникин лыжник                                                                                           |
| Галина Стаханова        | баба Маня бабушка Олеси                                                                                           |
| Анна Хилькевич          | Олеся внучка бабы Мани, возлюбленная Димона                                                                       |
| Алёна Константинова     | Алёна Снегирёва дочь капитана Снегирёва                                                                           |
| Изнаур Орцуев           | Аслан Мовсаров парень Алёны                                                                                       |
| Сергей Безруков         | Владимир Григорьевич Снегирёв, капитан милиции, отец Алёны, внебрачный сын Юлии Снегирёвой и Григория Земляникина |
| Карэн Бадалов           | Ибрагим Мовсаров отец Аслана                                                                                      |
| Павел Баршак            | Ерхов второй пилот самолёта                                                                                       |
| Гоша Куценко            | Андрей Николаевич профессор, человек в костюме «Горыныча»                                                         |
| Александр Робак         | Коровин старший лейтенант, напарник Снегирёва                                                                     |
| Арно ле Гланник         | Франсуа несостоявшийся муж Оли Кравчук                                                                            |
| Ирина Архипова          | Оля жена Евгения                                                                                                  |
| Вера Брежнева           | камео |
| Инга Оболдина           | тётя Катя подруга мамы Насти                                                                                      |
| Роман Мадянов           | сотрудник ГИБДД                                                                                                   |
| Екатерина Лапина        | кассир в супермаркете                                                                                             |
| Александр Наумов        | помощник депутата Воробьёва                                                                                       |
| Константин Хабенский    | голос за кадром                                                                                                   |

## Производство
В первые дни 2011 года, после выхода первого фильма, были сняты первые эпизоды продолжения. Съёмочная группа отсняла новогодние гуляния в ряде городов: Новосибирске, Перми, Астане, Москве, Санкт-Петербурге, Екатеринбурге, Самаре, Кирове.
Для фильма было снято ещё две новеллы: «Платье» (режиссёр Оксана Бычкова, в главной роли Маша Шалаева) и продолжение истории героев Марии Порошиной и Дато Бахтадзе (режиссёр Резо Гигиенишвили), но они не вошли в финальную версию монтажа картины. «Платье» было про девушку, которая пытается похудеть к Новому году, чтобы влезть в платье, а продолжение истории героев Марии Порошиной и Дато Бахтадзе должно было быть про то, как они пытаются завести ребёнка. Фраза «Кто-то теряет, кто-то находит. Кто-то заходит, а кто-то приходит», которую произносит депутат, была позаимствована из фильма «Дневной Дозор», где её также произносит персонаж Виктора Вержбицкого — Завулон. 
На съёмках был установлен рекорд по самому массовому селфи, благодаря которому съёмочная группа и поклонники фильма из самых разных городов попали в Книгу рекордов Гиннеса.
- Отбор сценариев для новелл проводился по принципу народного творчества: сценарии отбирали из присланных со всей страны сюжетов, которые потом проходили профессиональную доработку.
- Съёмки проходили в ряде городов: Новосибирске, Перми, Астане, Москве, Санкт-Петербурге, Екатеринбурге, Самаре, Кирове[12].
- Лейтмотив фильма придумывали уже во время съёмок: если в первых «Ёлках» объединяющей идеей выступала мысль о том, что все люди планеты знакомы через несколько рукопожатий, то для второй части лейтмотив не смогли придумать заранее и ввели его уже по ходу съёмок.

## Приём

### Кассовые сборы
Кассовые сборы фильма в России и СНГ за первый день проката составили $1 192 000. По итогу мирового проката фильм смог собрать более 26 миллионов долларов или 780 миллионов рублей. Общие кассовые сборы фильма «Ёлки 2» (в России и других странах) — $28 719 002.
Некоторые кассовые сборы по уик-эндам в России:
- 15–18 декабря — $7 837 415;
- 22–25 декабря — $5 062 259;
- 29 декабря — 1 января — $1 982 176;
- 5–8 января — $2 279 217.

Фильм «Ёлки 2» повлиял на российский кинематограф, в частности, способствовал разнообразию новогоднего контента. Картина призвана была освежить традиционные новогодние фильмы, такие как «Ирония судьбы», комедии Гайдая и «Служебный роман».
Кроме того, успех фильма «Ёлки 2» связан с несколькими факторами, среди которых:
- Сильный актёрский состав. В картине снимались известные актёры, например Иван Ургант и Сергей Светлаков, ставшие популярными благодаря ТВ-шоу.
- Новогодняя тематика. Фильм создавался как народное кино, которое должно было привлечь зрителей, в том числе благодаря сарафанному радио[18].

### Критический приём
Фильм «Ёлки 2» удостоился преимущественно положительных отзывов как от кинокритиков, так и широкой зрительской аудитории. Большинство комментаторов отметили сохранение атмосферы зимнего веселья и юмора, характерных для первой части картины, подчеркнув удачное расширение числа героев и увеличение количества увлекательных сюжетных линий. Вместе с тем отдельные критики указали на некоторое преобладание мелодраматизма, слабую мотивированность отдельных моментов повествования и навязчивость рекламных вставок.

«Ёлки 2» стали рекордсменами серии по популярности среди отечественных кинозрителей: согласно данным портала «Кинопоиск», картина получила самый высокий рейтинг одобрений в цикле фильмов — впечатляющие 70%, аналогично высокую оценку — аж 97% поддержки — заслужил фильм и на платформе «Отзовик». Однако оценки западных ресурсов оказались менее восторженными: зрители сайта IMDb поставили картине такую же среднюю оценку, как и первому фильму — всего лишь 6,2 балла из десяти возможных. Международные критики, представленные на портале Критиканство, дали картину умеренную оценку — всего 61 балл из ста, основываясь на мнениях двадцати одного специалиста киноиндустрии.
Time Out
Заира Озова, 22 декабря 2011 г.

Сиквел, снятый продюсерами команды Тимура Бекмамбетова, продолжил успешную традицию ежегодных комедий о чуде, происходящем в новогодние праздники. Этот романтический комедийный сериал радует зрителей легким настроением и верой в чудо, одновременно утверждая простую истину: даже самые маленькие поступки способны менять жизнь. Продолжение сохранило дух первого фильма, привнеся новые сюжеты и дополнительные линии, но иногда погрешив эмоциональностью и простотой драматургии.
World Art
Евгений Нефёдов, 30 декабря 2011 г.

Хотя создатели проекта поспешили анонсировать продолжение франшизы («Ёлки»), повторяя успех предшественника, эта лента пока не способна конкурировать с легендарными новогодними работами Эльдара Рязанова. Тем не менее, фильм отличается оптимизмом и теплом, поднимая настроение зрителям и убеждая в способности волшебства свершаться в праздничные дни. Хотя «Ёлки 2» далеко не шедевр мирового кинематографа, его положительная энергия делает его достойным выбором для приятного вечера перед телевизором.
The Movie
Иван Шапкин, 15 декабря 2011 г.

Создавая вторую серию популярного сериала, режиссёрская команда попыталась усилить реалистичность и драматические моменты. Если внимательно присмотреться, финал предыдущей части намекал на возможное появление новых историй. Теперь мы видим развитие персонажа героя Алексея Петренко, чьи переживания становятся центральной частью второго фильма. Именно такие изменения позволяют ленте сохранить интерес публики, продолжая поднимать настроение зрителей.
Weburg
Дарья Лошакова, 16 декабря 2011 г.

Остроумная комедия «Ёлки 2» оказалась значительно лучше первой части благодаря веселым сценариям, забавным персонажам и общей легкости восприятия. Фильм воспринимается как теплое дружеское приветствие и дарит позитивные эмоции своим поклонникам. Даже незначительные недостатки смотрятся органично и добавляют своеобразного шарма проекту, позволяя зрителю искренне насладиться каждым моментом фильма.
Relax.by
Александр Дудик, 20 декабря 2011 г.

В преддверии Нового года хочется верить в счастье, удачу и возможность чудес. Это чувство отлично отражает атмосфера «Ёлок 2»: герои верят в добро, дружбу и любовь, надеясь, что и зритель примет веру в добрые дела и счастливый исход. Несмотря на некоторую наивность и использование шаблонных приемов, фильм способен подарить ощущение тепла и радости в период подготовки к празднику.
Муви
Anny Mike, 15 декабря 2011 г.

Вторая серия комедии «Ёлки» стала приятным исключением среди большинства российских коммерческих проектов последних лет. Она представляет собой действительно жизнерадостное и качественное зрелище, прекрасно подходящее для зимних праздников. Картина демонстрирует талант режиссера удержать внимание зрителя, сохраняя баланс между легкостью повествования и глубокими эмоциями, вызывая улыбку и тепло внутри.
Кино-Театр
Лидия Шафранова, 12 декабря 2011 г.

Несмотря на очевидную маркетинговую направленность и легкий жанр, «Ёлки 2» обладают особенной способностью вызывать отклик у зрителей, особенно в преддверии Нового года. В фильме есть теплые сцены, заставляющие задуматься о смысле жизни и важности семейных ценностей. Возможно, простота и доступность делают его таким популярным, хотя некоторые элементы кажутся искусственно преувеличенными ради эффекта.
Авторский проект Алекса Экслера
Алекс Экслер, 30 января 2012 г.

Продолжение популярной новогодней комедии сохраняет ключевую концепцию первого фильма: вера в чудо и надежду на лучшее. Вторая часть немного уступает оригинальной версии, упуская остроту переживаний главных героев, зато добавляет яркость и разнообразие ситуаций, повышая общий уровень визуального комфорта. Стоит отметить доброту и теплоту истории, привлекающей публику всех возрастов.
Кино@mail.ru
Маша Вильямс, 13 декабря 2011 г.

История, представленная в фильме, развивается динамично и интересно, хотя местами кажется поверхностной и предсказуемой. Изюминкой ленты стало отсутствие какого-то глубокого смысла, позволяющее расслабиться и погрузиться в сказочную атмосферу российского предновогоднего настроения. Для тех, кто ищет легкое развлечение, фильм станет отличным выбором.
GameScope
Алиса Селезнева, 27 декабря 2011 г.

Веселое и слегка абсурдное путешествие в новогодний мир ожиданий и надежд, ставшее прекрасным дополнением к первым «Ёлкам». Создателям удалось сохранить очарование зимней сказки, добавив свежести в привычные события и обогатив фильм новыми историями. Атмосферная музыка, яркие актерские работы и непредсказуемость финала оставляют приятное впечатление после просмотра.
Volgograd.ru
Олеся Тутаева, 19 декабря 2011 г.

«Ёлки 2» доказывают, что российское кино способно радовать зрителя качественными проектами, создавая светлое и добродушное произведение искусства. Простые, понятные идеи, прекрасные актёры и незабываемый колорит русской зимы сделали фильм идеальным вариантом для семейного просмотра в праздничный вечер.

## Продолжение
У фильма «Ёлки 2» есть продолжение — картина «Ёлки 3», вышедшая в 2013 году. Сюжет фильма вращается вокруг главных героев, чьи судьбы переплетаются в новогоднюю ночь по нескольким городам России. В характерном для серии юмористическом стиле «Ёлки 3» рассказывают о различных обыденных и небыденных событиях, происходящих вокруг во время новогодних праздников. Одни персонажи пытаются завоевать чувство другого, другие сталкиваются с юмористическими или драматическими обстоятельствами, а некоторые путешествуют из далёких уголков России в Москву в поисках своих новогодних желаний.